# Star Wars: The New Droid Army
Star Wars Episode II: The New Droid Army — видеоигра в жанре экшен, созданная компанией «Helixe» и выпущенная компанией «THQ» эксклюзивно для портативной игровой консоли Game Boy Advance в 2002 году. В игре показаны моменты с Энакином Скайуокером до его падения на тёмную сторону и окончательного перевоплощения в Дарта Вейдера.

## Сюжет
События в игре происходят после Star Wars Episode II: Attack of the Clones. Согласно сюжету игры, Энакин узнаёт о новом виде дроидов, неуязвимых для светового меча и пытается предотвратить их распространение.

## Критика
| Сводный рейтинг | Сводный рейтинг |
| Агрегатор       | Оценка          |
| --------------- | --------------- |
| GameRankings    | 58,92 %         |

Игра получила смешенные рецензии от игровых критиков. Сайт-агрегатор Metacritic дала оценку в 60 баллов из 100.